# ويزلي جيبس
ويزلي جيبس (بالإنجليزية: Wesley Gibbs)‏ هو عسكري أمريكي، ولد في 24 يوليو 1842 في شارون ‏ في الولايات المتحدة، وتوفي في 29 مايو 1917.